# Palacio Brunet

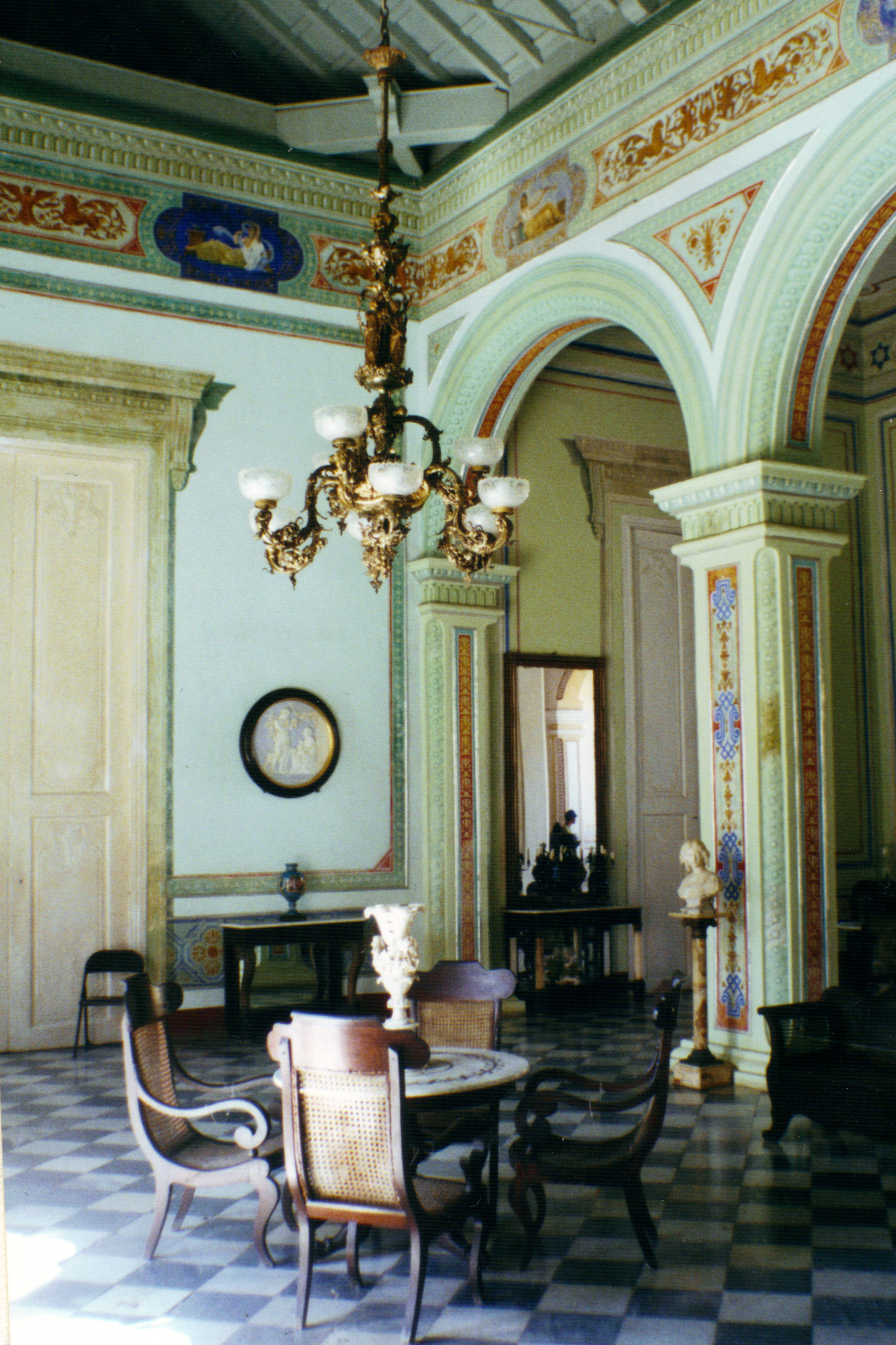
Palacio Brunet, Innenansicht

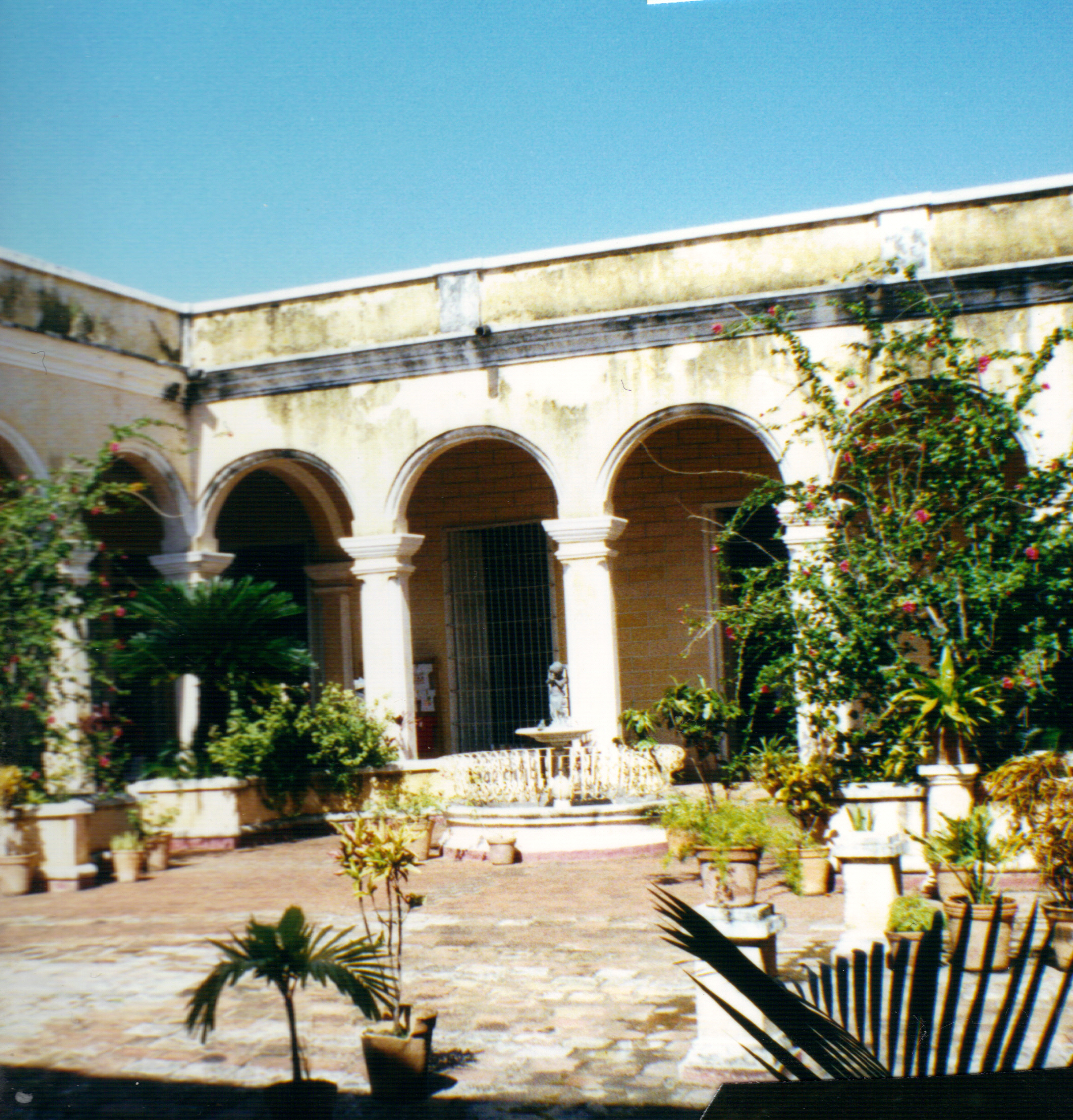
Palacio Brunet, Patio

Der Palacio Brunet ist ein denkmalgeschütztes Gebäude im Zentrum der Stadt Trinidad, Provinz Sancti Spíritus auf Kuba. Er liegt am zentralen Parque José Martí (auch Parque Trinidad oder Plaza Mayor) und beherbergt heute das Museo Romántico, das den Lebensstil reicher Kubaner im 19. Jahrhundert dokumentiert. Er ist benannt nach Nicolás Brunet y Muñoz, dem Schwiegersohn des Erbauers Santiago Borell. Der Bau ist Teil des Weltkulturerbes im Kolonialviertel von Trinidad, benachbart befinden sich das Franziskanerkloster (1745), Pfarrkirche Santísima Trinidad und das Architekturmuseum, das im ehemaligen Palais des Zuckerbarons Sánchez lznaga aus 1738 untergebracht ist.
Der Palacio Brunet wurde zwischen 1740 und 1812 errichtet und zeigt im Erdgeschoss noch Elemente des Mudejarstils, Das Obergeschoss aus 1812 weist klassizistischen Charakter auf. Am 26. Mai 1974 wurde hier mit aus ganz Kuba zusammengetragenen Einrichtungsgegenständen und Schmuckobjekten das Romantik-Museum eröffnet. Es zeigt in 14 Schauräumen das Ambiente eines kolonialen Herrensitzes. Die Besitzer der Zuckerplantagen wetteiferten miteinander hinsichtlich der Pracht ihrer Palais, der Großzügigkeit ihrer Patios und der Kostbarkeit ihrer aus Europa importierten Einrichtung. Der großzügige Patio des Palacio Brunet galt hier als einer der prächtigsten. Die Zuckerbarone traten auch als Sponsoren von Theaterbauten auf. Brunet ließ auch die erste Eisenbahnlinie zwischen dem Hafen von Casilda und seinen Zuckerrohrplantagen des Valle de los Ingenios anlegen.